# 爪盔膝瓣乌头
爪盔膝瓣乌头（学名：Aconitum geniculatum var. unguiculatum）为毛茛科乌头属下的一个变种。

## 扩展阅读
- 維基物種上的相關：爪盔膝瓣乌头